# Puchar Świata w narciarstwie alpejskim mężczyzn 1969/1970
Puchar Świata w narciarstwie alpejskim mężczyzn sezon 1969/1970 to 4 edycja tej imprezy. Cykl ten rozpoczął się we francuskim Val d’Isère 11 grudnia 1969 roku, a zakończył 15 marca 1970 roku w norweskim Voss.

## Podium zawodów

### indywidualnie
| Lp  | Data             | Miejsce                | Konkurencja | Zwycięzca        | 2. miejsce             | 3. miejsce             |
| 1.  | 11 grudnia 1969  | Val d’Isère            | gigant      | Gustav Thöni     | Patrick Russel         | Jean-Noël Augert       |
| 2.  | 14 grudnia 1969  | Val d’Isère            | zjazd       | Malcolm Milne    | Jean-Daniel Dätwyler   | Karl Schranz           |
| 3.  | 20 grudnia 1969  | Lienz                  | gigant      | Patrick Russel   | Gustav Thöni           | Jakob Tischhauser      |
| 4.  | 21 grudnia 1969  | Lienz                  | slalom      | Jean-Noël Augert | Herbert Huber          | Vladimir Sabich        |
| 5.  | 4 stycznia 1970  | Bad Hindelang          | slalom      | Gustav Thöni     | Patrick Russel         | Jean-Noël Augert       |
| 6.  | 5 stycznia 1970  | Adelboden              | gigant      | Karl Schranz     | Sepp Heckelmiller      | Dumeng Giovanoli       |
| 7.  | 10 stycznia 1970 | Wengen                 | zjazd       | Henri Duvillard  | Karl Cordin            | Heinrich Messner       |
| 8.  | 11 stycznia 1970 | Wengen                 | slalom      | Patrick Russel   | Dumeng Giovanoli       | Henri Bréchu           |
| 9.  | 17 stycznia 1970 | Kitzbühel              | gigant      | Dumeng Giovanoli | Andrzej Bachleda-Curuś | Karl Schranz           |
| 10. | 18 stycznia 1970 | Kitzbühel              | slalom      | Patrick Russel   | Gustav Thöni           | Jean-Noël Augert       |
| 11. | 20 stycznia 1970 | Kranjska Gora          | gigant      | Dumeng Giovanoli | Patrick Russel         | Georges Mauduit        |
| 12. | 23 stycznia 1970 | Megève                 | zjazd       | Karl Schranz     | Karl Cordin            | Franz Vogler           |
| 13. | 25 stycznia 1970 | Megève                 | slalom      | Patrick Russel   | Alain Penz             | Henri Bréchu           |
| 14. | 29 stycznia 1970 | Madonna di Campiglio   | gigant      | Gustav Thöni     | Dumeng Giovanoli       | Jean-Noël Augert       |
| 15. | 30 stycznia 1970 | Madonna di Campiglio   | gigant      | Gustav Thöni     | Edmund Bruggmann       | Jean-Noël Augert       |
| 16. | 31 stycznia 1970 | Madonna di Campiglio   | slalom      | Henri Bréchu     | Gustav Thöni           | Dumeng Giovanoli       |
| 17. | 1 lutego 1970    | Garmisch-Partenkirchen | zjazd       | Karl Schranz     | Karl Cordin            | Franz Vogler           |
| 18. | 8 lutego 1970    | Val Gardena            | slalom      | Jean-Noël Augert | Patrick Russel         | Billy Kidd             |
| 19. | 10 lutego 1970   | Val Gardena            | gigant      | Karl Schranz     | Werner Bleiner         | Dumeng Giovanoli       |
| 20. | 15 lutego 1970   | Val Gardena            | zjazd       | Bernhard Russi   | Karl Cordin            | Malcolm Milne          |
| 21. | 15 lutego 1970   | Val Gardena            | kombinacja  | Billy Kidd       | Patrick Russel         | Andrzej Bachleda-Curuś |
| 22. | 21 lutego 1970   | Jackson Hole           | zjazd       | Karl Cordin      | Bernard Orcel          | Henri Duvillard        |
| 23. | 22 lutego 1970   | Jackson Hole           | slalom      | Alain Penz       | Henri Bréchu           | Gustav Thöni           |
| 24. | 27 lutego 1970   | Vancouver              | gigant      | Alain Penz       | Werner Bleiner         | Patrick Russel         |
| 25. | 28 lutego 1970   | Vancouver              | slalom      | Alain Penz       | Gustav Thöni           | Patrick Russel         |
| 26. | 6 marca 1970     | Heavenly Valley        | slalom      | Alain Penz       | Rick Chaffee           | Heinrich Messner       |
| 27. | 8 marca 1970     | Heavenly Valley        | gigant      | Patrick Russel   | Werner Bleiner         | Karl Schranz           |
| 28. | 13 marca 1970    | Voss                   | gigant      | Werner Bleiner   | Jean-Noël Augert       | Karl Schranz           |
| 29. | 15 marca 1970    | Voss                   | slalom      | Patrick Russel   | Jean-Noël Augert       | Henri Bréchu           |

## Końcowa klasyfikacja generalna
| Miejsce | Zawodnik         | Punkty |
| ------- | ---------------- | ------ |
| 1.      | Karl Schranz     | 148    |
| 2.      | Patrick Russel   | 145    |
| 3.      | Gustav Thöni     | 140    |
| 4.      | Jean-Noël Augert | 120    |
| 5.      | Alain Penz       | 119    |
| 6.      | Dumeng Giovanoli | 116    |
| 7.      | Werner Bleiner   | 83     |
| 8.      | Henri Duvillard  | 81     |
| 8.      | Heinrich Messner | 81     |
| 10.     | Karl Cordin      | 65     |

### Zjazd (po 6 z 6 konkurencji)
| Miejsce | Zawodnik        | Punkty |
| ------- | --------------- | ------ |
| 1.      | Karl Cordin     | 65     |
| 1.      | Karl Schranz    | 65     |
| 3.      | Henri Duvillard | 55     |
| 4.      | Malcolm Milne   | 48     |
| 5.      | Bernard Orcel   | 37     |
| 5.      | Bernhard Russi  | 37     |
| 5.      | Franz Vogler    | 37     |

### Slalom gigant (po 11 z 11 konkurencji)
| Miejsce | Zawodnik         | Punkty |
| ------- | ---------------- | ------ |
| 1.      | Gustav Thöni     | 75     |
| 2.      | Dumeng Giovanoli | 70     |
| 2.      | Patrick Russel   | 70     |
| 4.      | Werner Bleiner   | 65     |
| 4.      | Karl Schranz     | 65     |

### Slalom (po 11 z 11 konkurencji)
| Miejsce | Zawodnik         | Punkty |
| ------- | ---------------- | ------ |
| 1.      | Alain Penz       | 75     |
| 1.      | Patrick Russel   | 75     |
| 3.      | Jean-Noël Augert | 70     |
| 4.      | Gustav Thöni     | 65     |
| 5.      | Henri Bréchu     | 60     |

### Drużynowo
| Miejsce | Kraj              | Punkty |
| ------- | ----------------- | ------ |
| 1.      | Francja           | 626    |
| 2.      | Austria           | 469    |
| 3.      | Szwajcaria        | 347    |
| 4.      | Włochy            | 160    |
| 5.      | Stany Zjednoczone | 147    |